# NGC 6356
NGC 6356 (również GCL 62 lub ESO 588-SC1) – gromada kulista znajdująca się w gwiazdozbiorze Wężownika. Odkrył ją William Herschel 18 czerwca 1784 roku. Jest położona w odległości ok. 49,25 tys. lat świetlnych od Słońca oraz 24,5 tys. lat świetlnych od centrum Galaktyki.